# فينسينتينهو جونيور
فينسينتينهو جونيور (من مواليد 11 أبريل 1985) سياسي برازيلي. على الرغم من أنه ولد في غوياس، فقد أمضى حياته السياسية ممثلاً لتوكانتينز، حيث شغل منصب نائب الممثل الفيدرالي منذ عام 2015.

## الحياة السياسية
في البداية كان ينتمي إلى الحزب الاشتراكي البرازيلي ، تم انتخاب فيسينتينهو جونيور في مجلس النواب تحت راية الحزب في الانتخابات العامة البرازيلية 2014. في عام 2015 انضم إلى حزب الجمهورية. في نوفمبر 2018 أصبح فيسينتينيو جونيور زعيمًا لحزب الجمهورية لولاية توكانتينز.
صوّت فيسينتينهو جونيور ضد عزل الرئيسة آنذاك ديلما روسيف. صوّت لصالح إصلاح العمل البرازيلي لعام 2017، وصوت لصالح فتح تحقيق في الفساد مع ميشيل تامر خليفة روسيف.